# Stevens Stadium
Le Stevens Stadium est le nom du stade de soccer de 10.300 places situé à Santa Clara en Californie. Il accueille actuellement les matchs de l'équipe universitaire de soccer des Santa Clara Broncos depuis son ouverture ainsi que les matchs de MLS des San José Earthquakes entre 2008 et 2014.

## Histoire
Le premier match de l'histoire du stade a lieu le 22 septembre 1962, lors d'un match de football américain opposant l'UC Davis à l'équipe locale des Santa Clara Broncos. Le stade est alors baptisé du nom de Buck Shaw (en), ex-entraîneur de football de football américain des Broncos et vainqueur de deux Sugar Bowl en 1937 et 1938.
En 1994, le Buck Shaw Stadium sera le terrain officiel de l'Équipe du Brésil de football durant la coupe du monde 1994 qu'ils remporteront. L'équipe roumaine utilise elle ce terrain avant son quart de finale perdu face à la Suède.
En 1996, les finales de la NCAA Women's College Cup, battent le record d'affluence pour un match féminin disputé en outdoor, de ce niveau avec 8.800 places vendues pour chacun des deux jours de cet évènement, la capacité du stade étant augmentée temporairement.
En 2005, le stade a été transformé en un stade de soccer uniquement, les équipements de baseball étant retirés, puisque l'équipe des Santa Clara Broncos de baseball déménage cette année-là au Stephen Schott Stadium (en).
En 2006, trois matchs de la Churchill Cup de rugby à XV ont lieu dans ce stade dont les 2 matchs de l'équipe américaine perdus face aux māoris de Nouvelle-Zélande futurs vainqueurs de l'épreuve et l'Irlande A.
En 2008, les San José Earthquakes disputent leur premier match dans ce stade qui vient d'être rénové. Cette rénovation permet d'augmenter la capacité du stade de 6.800 à 10.300 place assises grâce notamment à une nouvelle tribune à l'ouest du stade.
D'autres rénovations, comprenant notamment l'ajout de nouveaux éclairages et une tribune de presse sont également effectuées.  
En 2009, le FC Gold Pride, équipe de soccer féminin de WPS, joue ses matchs durant cette saison dans ce stade avant de migrer au Pioneer Stadium (en) de Hayward.